# Fabrizio Nanni
Fabrizio Nanni (Italia, ...) è un giocatore di football americano italiano naturalizzato brasiliano, di ruolo wide receiver.

## Palmarès
- Brasil Bowl (Timbó Rex: 2022)